# Anální kolík

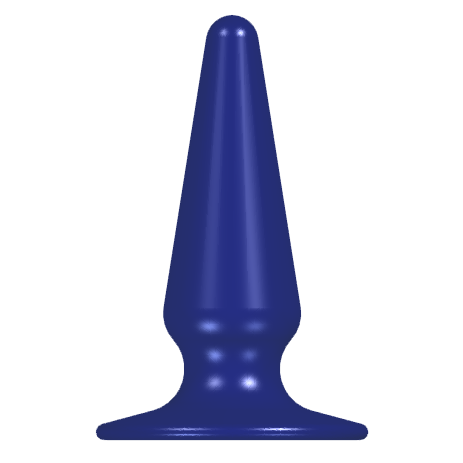
Klasický anální kolík

Anální kolík (anglicky: Butt plug) je speciální erotická pomůcka používaná při dráždění řitního otvoru. Je vyráběn z různých materiálů (nejčastěji latex, silikon, neopren) a jeho tvar připomíná vibrátor či dildo. Liší se zploštělým zakončením, které zamezuje, aby kolík vnikl do konečníku. Ten totiž není na rozdíl od pochvy uzavřený a kolík by tak mohl putovat dále do střev. Existují různá provedení, kdy může být anální kolík vibrační, nevibrační a nafukovací. U nafukovací varianty vede z kolíku hadička, na jejímž konci je pumpička s regulací upouštění vzduchu. Nafouknutím tak může dojít k výraznému zvětšení kolíku, které zvyšuje sexuální prožitek. Do řitního otvoru se zavádí za pomoci lubrikačního gelu.